# Єлизавета Софія Гольштейн-Готторптська
Єлизавета Софія Гольштейн-Готторптська (нім. Elisabeth Sophie von Schleswig-Holstein-Gottorf, 12 жовтня 1599—25 листопада 1627) — донька герцога Гольштейн-Готторптського Йоганна Адольфа та данської принцеси Августи, дружина герцога Августа Саксен-Лауенбурзького.

## Походження
Єлизавета Софія була старшою донькою та другою дитиною в родині герцога Гольштейн-Готторптського Йоганна Адольфа та його дружини, данської принцеси Августи. По материнській лінії  була онукою короля Данії та Норвегії Фредеріка II та Софії Мекленбург-Гюстровської.

## Життєпис
Єлизавета Софія Гольштейн-Готторптська народилася 12 жовтня 1599. Її батьки були пошлюблені вже три роки і в них підростав син Фрідріх. Згодом в родині з'явилося ще шестеро дітей. Батько Єлизавети Софії помер, коли їй було шістнадцять. Через п'ять років вона вийшла заміж за правлячого герцога Августа Саксен-Лауенбурзького. 

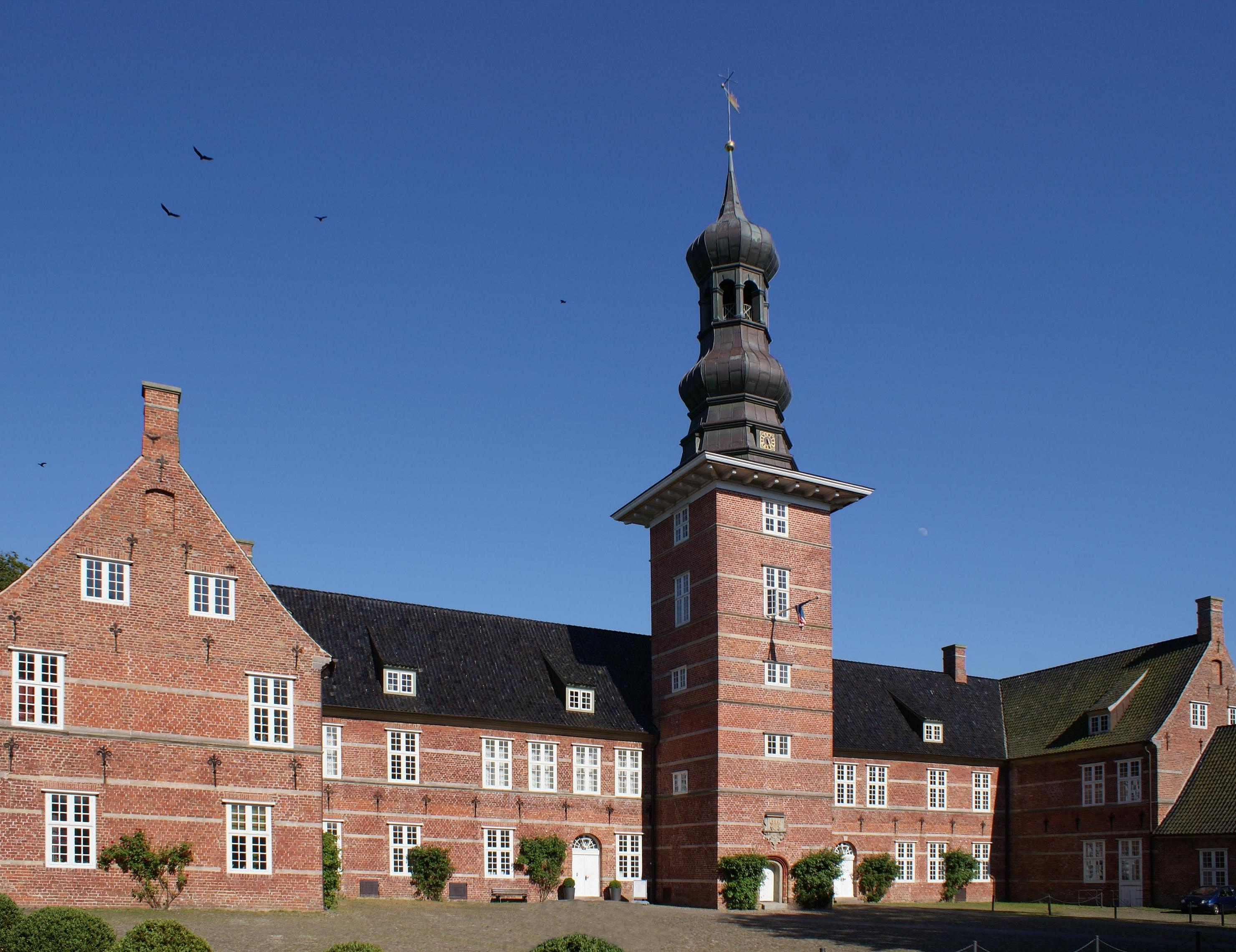
Замок Хузум, де відбулося весілля Єлизавети Софії

Весілля відбулося 5 березня 1621 року в Хузумі. Нареченій виповнився 21 рік, нареченому — 43 на момент шлюбу. Їхнім первістком стала дівчинка, яку нарекли Софія Маргарита. А згодом щороку прибувало по дитині. 
Невдовзі після народження наймолодшого сина Єлизавета Софія померла. Шість років потому герцог Август одружився вдруге із Катериною Ольденбурзькою. Обидва були вже у поважному віці і більше дітей не мали.
Із нащадків Августа і Єлизавети Софії на той момент живими були четверо дітей. Найстарша донька Софія Маргарита померла неодруженою у віці 14 років. Син Йоганн Адольф загинув 1646. Анна Єлизавета та Сибілла Ядвіга згодом вийшли заміж та дітей не мали. Після смерті Августа Саксен-Лауенбурзького 1656 року титул і володіння перейшли до його молодшого брата Юлія Генріха.

## Родина
Чоловік — Август Саксен-Лауенбурзький
Діти:
- Софія Маргарита — (1622—1637)
- Франц Август — (1623—1625)
- Анна Єлизавета — (1624—1688) — стала дружиною ландграфа Гессен-Гомбурзького Вільгельма Крістофа, дітей не мала.
- Сибілла Ядвіга — (1625—1703) — стала дружиною герцога Саксен-Лауенбурзького Франца Ердманна, дітей не мала.
- Йоганн Адольф — (1626—1646)
- Філіпп Фрідріх — (11—16 листопада 1627)